# Camp de Hambourg-Finkenwerder

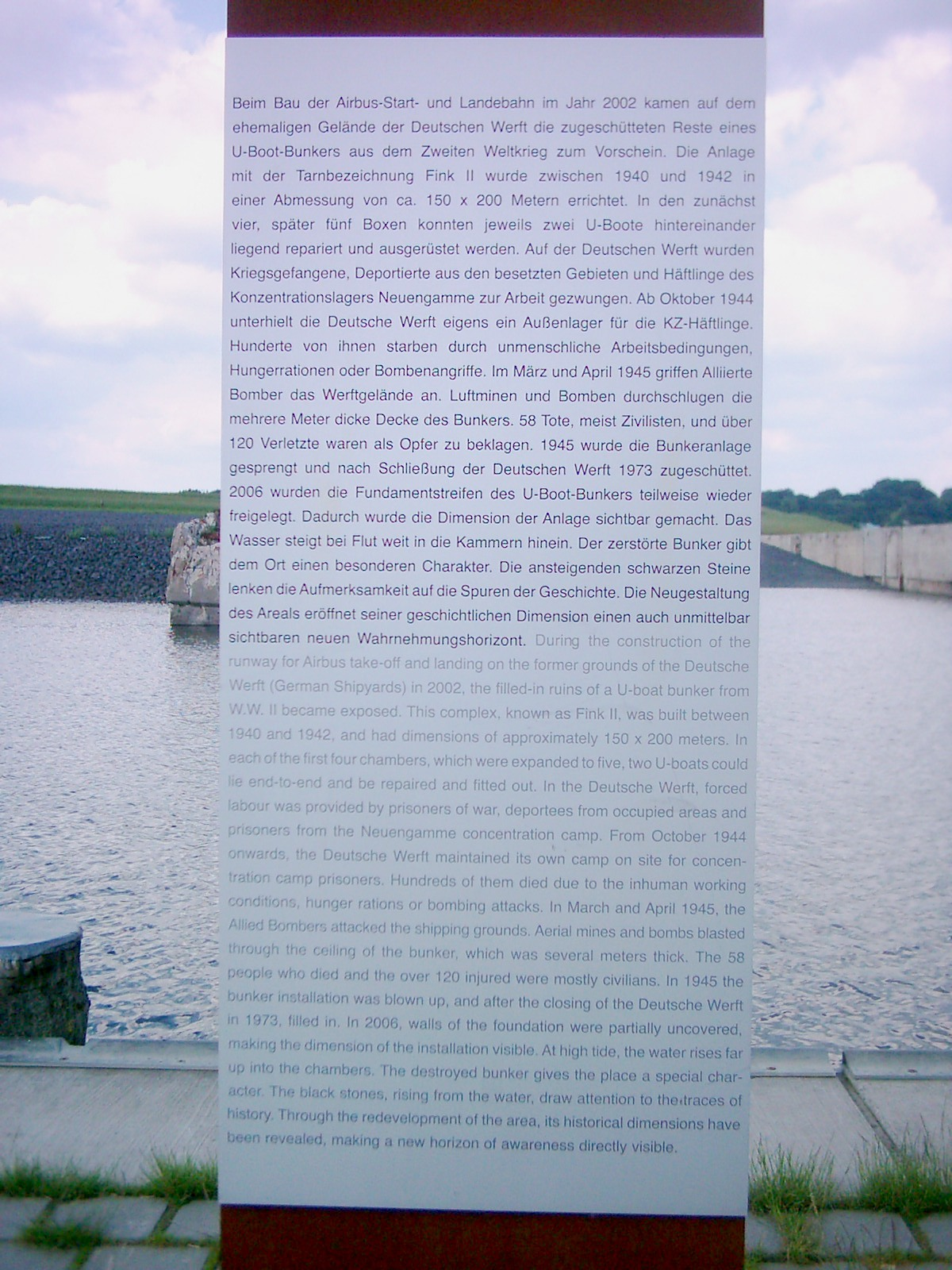
Panneau d'information rappelant le camp de travail forcé de Finkenwerder, à proximité des cales de sous-marins sur le port de Hambourg.

Le camp de Hambourg-Finkenwerder est une unité de travail forcé dépendant du camp de concentration de Neuengamme et mise à la disposition des entreprises du port de Hambourg.

## Création
En octobre 1944, entre 308 et 600 détenus du camp de Neuengamme (Russes, Polonais, Belges, Français et Danois) sont cantonnés dans des baraquements du chantier naval Deutsche Werft à Hambourg-Finkenwerder.
Ils travaillent comme soudeurs, mécaniciens et électriciens sur le chantier naval, y effectuent des travaux de déblaiement et participent à la construction de voies ferrées à Harburg.
Le port de Hambourg est une cible récurrente des bombardements alliés. Le 31 décembre 1944, près de 100 détenus sont tués et plus de 100 blessés (dont certains mortellement) lors d’un raid aérien visant la base sous-marine. Les blessés sont transportés à l’infirmerie du kommando extérieur Spaldingstraße, mais les soins y sont quasi impossibles. Vingt-quatre déportés sont portés disparus.
D’autres détenus du camp central de Neuengamme sont alors envoyés à Finkenwerder pour renforcer l’effectif du Kommando. Cent-quatre-vingt détenus y périssent dans un nouveau bombardement en mars 1945,,.

## Évacuation
La SS transfère les survivants vers les kommandos de Hambourg-Rothenburgsort et de Hambourg-Veddel,.

## Mémorial
En 1988, une plaque rappelant l’existence du kommando extérieur Deutsche Werft a été apposée sur le site, et en 1996, un ensemble commémoratif de l’artiste Axel Groehlr a été érigé sur le site. Il est composé d'une sculpture en bronze placée entre les deux parties d’un mur en béton et est entouré de dix sorbiers. En 2002, des vestiges du bunker « Fink 2 » ont été dégagés sur le site d'Airbus. Ils ont été transformés en monument commémoratif, sur un projet de Anja Bremer and Beate Kirsch. Il a été inauguré en 2006,.